# 孔堡-夏多布里昂大奖
孔堡-夏多布里昂大奖（Prix Combourg-Chateaubriand）是法国的一项文学奖，设立于1998年，以纪念作家弗朗索瓦-勒内·德·夏多布里昂，颁奖仪式在布列塔尼大区伊勒-维莱讷省的孔堡城堡举行，夏多布里昂在那里长大。

## 获奖者名单
- 2001: 让·多麦颂
- 2003: 雷吉斯·德布雷
- 2014：阿兰·芬基尔克罗
- 2015：埃里克·澤穆爾
- 2019：希臘的米歇爾